# Vladimír Bouzek
Vladimír Bouzek, češki hokejist, * 3. december 1920, Třebíč, Češka, † 31. julij 2006, Češka.
Bouzek je bil dolgoletni igralec kluba HC Ostrava v češkoslovaški ligi, kjer je v 120-ih tekmah dosegel 85 golov in osvojil en naslov državnega prvaka. Za češkoslovaško reprezentanco je igral na enih olimpijskih igrah, kjer je bil dobitnik srebrne medalje, ter dveh svetovnih prvenstvih (brez olimpijskih iger), kjer je bil dobitnik dveh zlatih medalj. Za reprezentanco je v dvajsetih nastopih dosegel sedemnajst golov. Kot trener je s klubom HC Brno osvojil deset naslovov češkoslovaškega prvaka, treniral je tudi Dynamo Berlin in EV Füssen, s katerim je osvojil dva naslova nemškega prvaka v petih sezonah. V sezoni 1969/1970 je bil selektor zahodnonemške hokejske reprezentance. Umrl je leta 2006.